# 영웅 요새

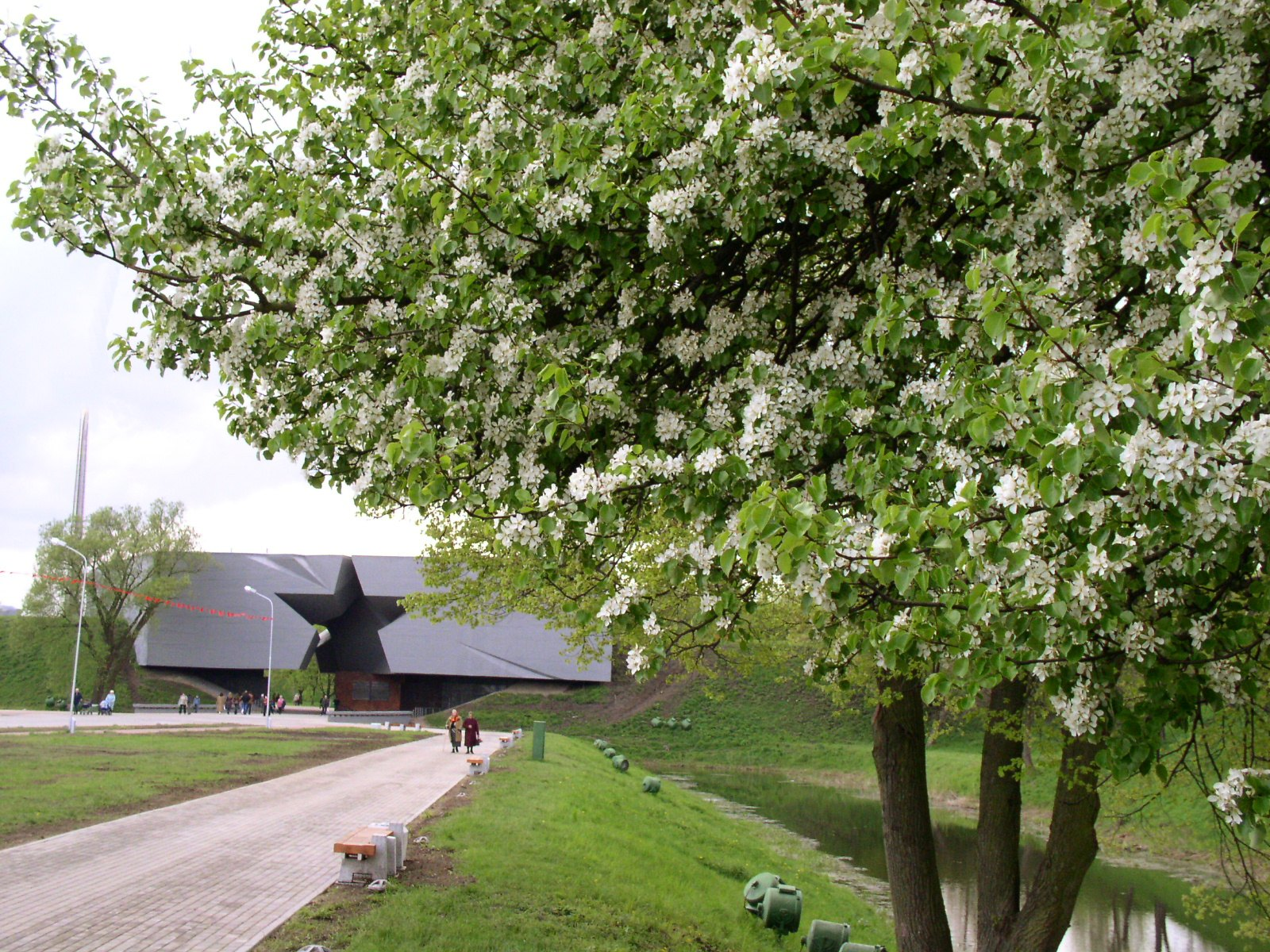
전쟁 기념관의 입구

영웅 요새(英雄要塞, 러시아어: крепость-герой, krepost'-geroy)은 소련의 상으로서 벨로루시 소비에트 사회주의 공화국(현재의 벨라루스) 브레스트의 요새에 대해 제2차 세계 대전 동부 전선의 브레스트 요새 방어전에서 1주일 동안 방어전을 펼친 공로로 1965년에 수여된 칭호이다. 브레스트는 또한 영웅 도시 칭호가 수여되었다.